# Доњи Египат
Доњи Египат (такође: Та-меху, Та-мехет) је древна држава и регија у доњем току Нила. Простире се од данашњег Каира до Средоземног мора и обухвата широку делту Нила. Узводно од Доњег Египта налази се Горњи Египат. 
Кроз делту Нила протиче 7 рукаваца и она је веома богата речним наносима. Плодно земљиште и медитеранска клима створили су овде биљни и животињски свет који се знатно разликује од горњег тока реке. Ту су пространи пашњаци на којима се узгајају говеда, и мочваре богате птицама и биљкама папируса. Први становници Доњег Египта били су номадски сточари. Због близине медитераанских култура, овде се рано развила трговина. Доњим Египтом су пре уједињења Египта владали страни владари, или владари Горњег Египта. У време фараона Доњи Египат је био подељен на 20 нома (види мапу). У доба Византије ова област се звала Аркадија и њоме се владало из Александрије. 
Богиња Доњег Египта је Ваџет, а симбол државе је црвена круна. Фараони су при крунисању носили дуплу круну, белу круну - симбол Горњег Египта, и црвену круну. Други симбол Горњег Египта је биљка папирус.